# Фиваидская митрополия
Фиваидская митрополия (греч. Ιερά Μητρόπολη Θηβών) — титулярная епархия Александрийской православной церкви.

## История
Получила название по местности Фиваида, которая, в свою очередь, названа по городу Фивы.
В Фиваиде проповедовал ещё апостол Марк, считающийся основателем Александрийской православной церкви. К началу гонения императора Септимия Севера в 202 году существовало значительное число христиан не только в Александрии, но и по крайней мере в Фиваиде.
В Фиваиде подвизался преподобный Антоний Великий (ок. 251 — ок. 356), положивший начало отшельническому монашеству. На I Вселенском соборе (325) авторитетный подвижник епископ Фиваидский Пафнутий выступил за то, чтобы не налагать бремен неудобоносимых на клириков Церкви. Около 323—325 года в Фиваиде преподобным Пахомием Великим был основан первый монастырь, жизнь которого регулировалась единым уставом. Основным принципом общежительного устава было совместное проживание, богослужение, выполнение работ, необходимых для поддержания жизни монашеской общины. С конца IV века монашество превратилось в наиболее влиятельную группу, оказывавшую воздействие и на религиозную, и на политическую жизнь Египта.
На протяжении XVI—XIX веков данная кафедра существовала уже как титулярная, так как в самой Фиваиде храмов у Александрийского патриархата не было. Фактически Фиваидские митрополиты были викариями при патриархе Александрийском, непосредственность управлявшим своей немногочисленной паствой, либо управляли монастырями и имениями, пожертвованными Александрийскому престолу господарями Молдавии и Валахии. Патриарх Иерофей II (1847—1858) отправил епископа Фиваидского Никанора в Россию для сбора пожертвований. Во многом благодаря собранным им средствам удалось построить храмы в ряде городов Египта, в том числе Фиваиде.

## Епископы
- Арсений (упом. 1710 — упом. 1715)
- Макарий (упом. 1746)
- Мелетий (упом. 1793 — упом. 1796)
- Никанор (1850 — 1 апреля 1866)
- Мелетий (июль 1866 — 5 июня 1867)
- Матфей (Валинакис) (12 февраля 1884 — 7 ноября 1888)
- Герман (Вурлалидис) (22 января 1889 — 4 сентября 1912)
- Амвросий (Хадзакис) (25 декабря 1972 — 29 октября 1974)
- Соломон (Базеос) (8 июля 1983 — 3 февраля 1993)
- Порфирий (Скикос) (с 27 октября 2004)